# Areca catechu

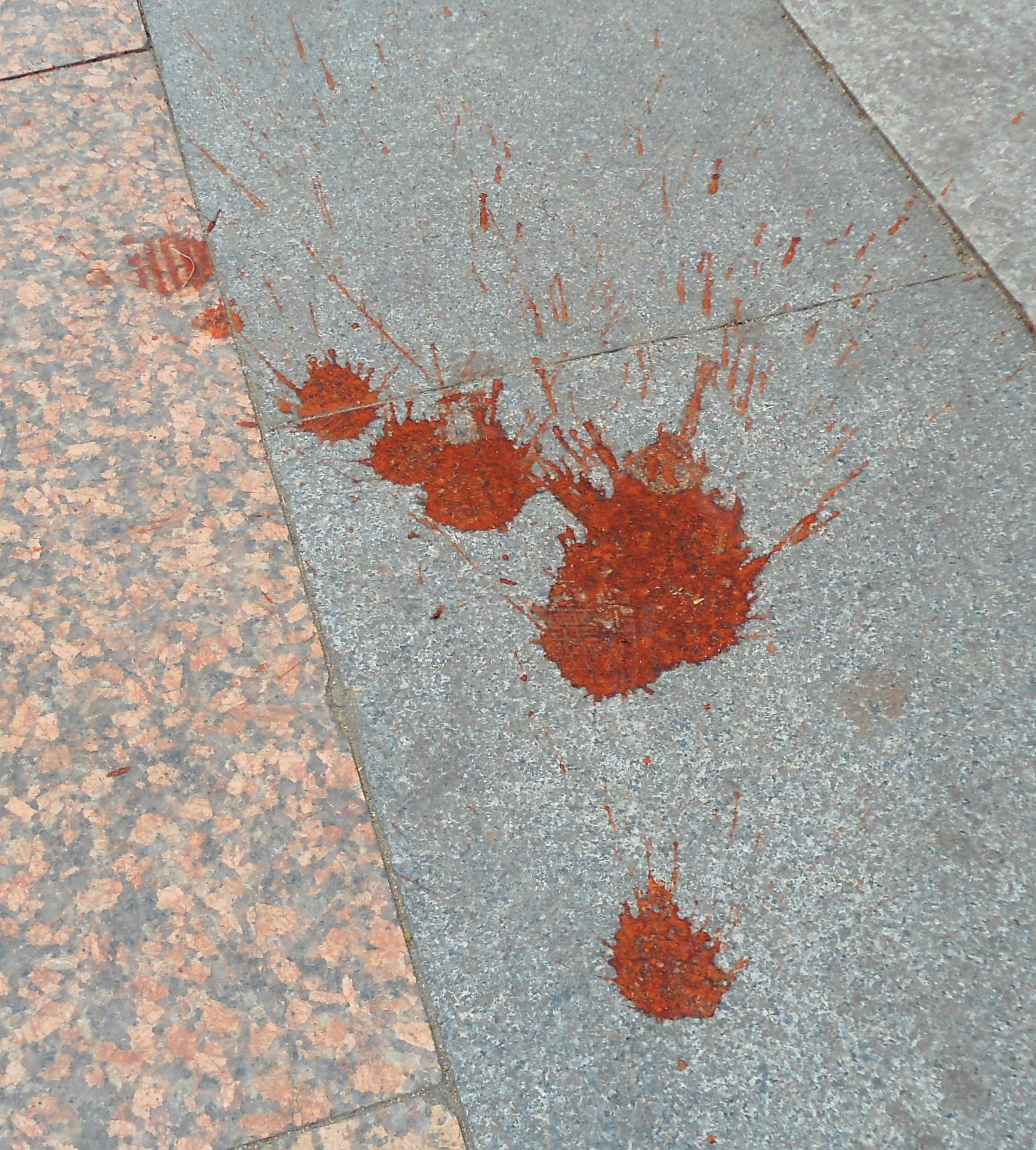
Escupitajo en el suelo procedente de una persona que ha masticado la nuez de areca, conocida como buai pekpek.

Areca catechu es una especie del género Areca, tipo de la familia Arecaceae. Este árbol es una palmera cultivada principalmente para obtener su fruto, la nuez de areca, que se usa en gran parte de Asia y Oceanía por sus propiedades estimulantes.

## Descripción
La palma del betel es un árbol monoico que tiene un tronco largo y esbelto que puede alcanzar los 30 metros de altura y 20-30 cm de diámetro. Las hojas, pecioladas y con raquis recurvado, tienen 2-3 m de largo, son pinnadas y con foliolos de 30-60 cm cada uno. Las flores masculinas, con 6 estambres, son solitarias y están situadas encima de las inflorescencias femeninas. Tanto las unas como las otras, de color amarillo verdoso, se sitúan por debajo de las hojas. El fruto es una drupa de forma ovoidea de 6 por 8 cm y de color amarillo, anaranjado o rojo.

## Distribución

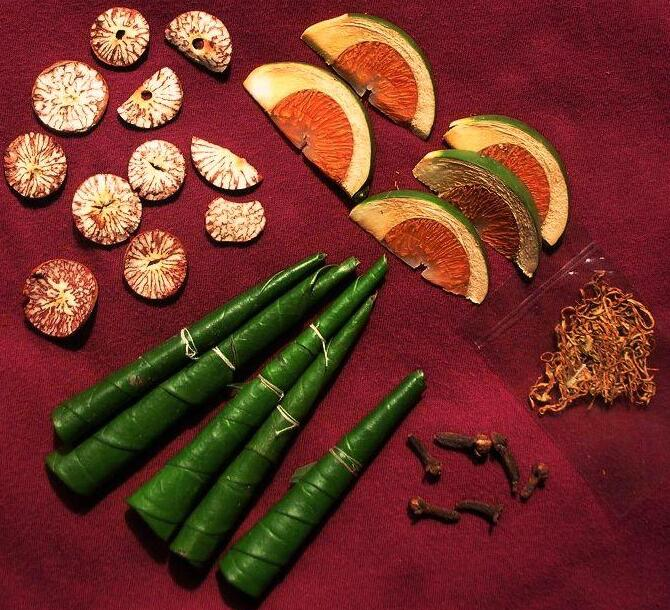
Ingredientes para una sesión de mascar en el sudeste de Asia. Las rodajas de nuez de areca tierna se ven arriba a la derecha, a la izquierda las de la nuez seca y abajo hojas de betel enrolladas en forma de cucurucho.

Originaria del sudeste asiático, la palma de areca se cultiva en las zonas tropicales de Asia, África y Oceanía, principalmente en sabanas y terrenos cercanos al mar.
El nombre de lugares como Guwahati en la India, Penang en Malasia y Fua Mulaku en Maldivas tiene su origen en el nombre local de la areca.

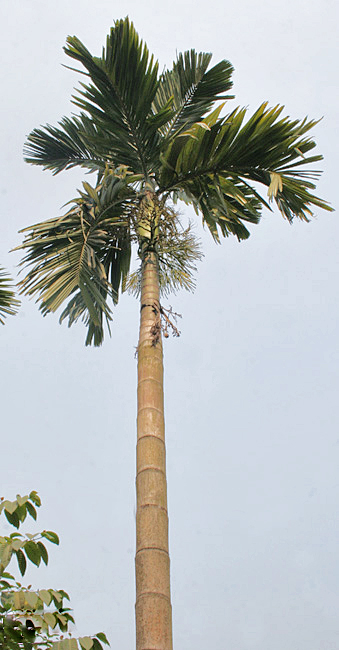
Un ejemplar de la palmera Areca cathechu.

## Historia
Es conocida como palma de betel, porque la nuez de areca se masca junto a la hoja de betel. Ese nombre es un tanto erróneo, ya que la enredadera del betel no produce las nueces. El origen de la confusión entre nuez y hoja se halla quizás en el desprecio de los colonizadores hacia los nativos que mascaban ambas sustancias, ya que, a diferencia del tabaco, el hábito de mascar nuez de areca y betel no fue adoptado por los colonizadores. En las culturas en las que mascar nuez de areca y hoja de betel constituye un acto de gran importancia ceremonial, siempre existe un término distinto para la nuez y uno para la hoja. 
No se sabe cómo ni cuándo la nuez de areca y la hoja de betel, productos estimulantes totalmente distintos, fueron utilizados por primera vez juntos. En las Filipinas, Tailandia e Indonesia se han hallado indicios arqueológicos que prueban que ambas sustancias se mascan juntas desde hace al menos cuatro milenios. En Vietnam y la India se le da un gran simbolismo al hecho de que se unan la nuez y la hoja, utilizándose en rituales del matrimonio. 

## Propiedades

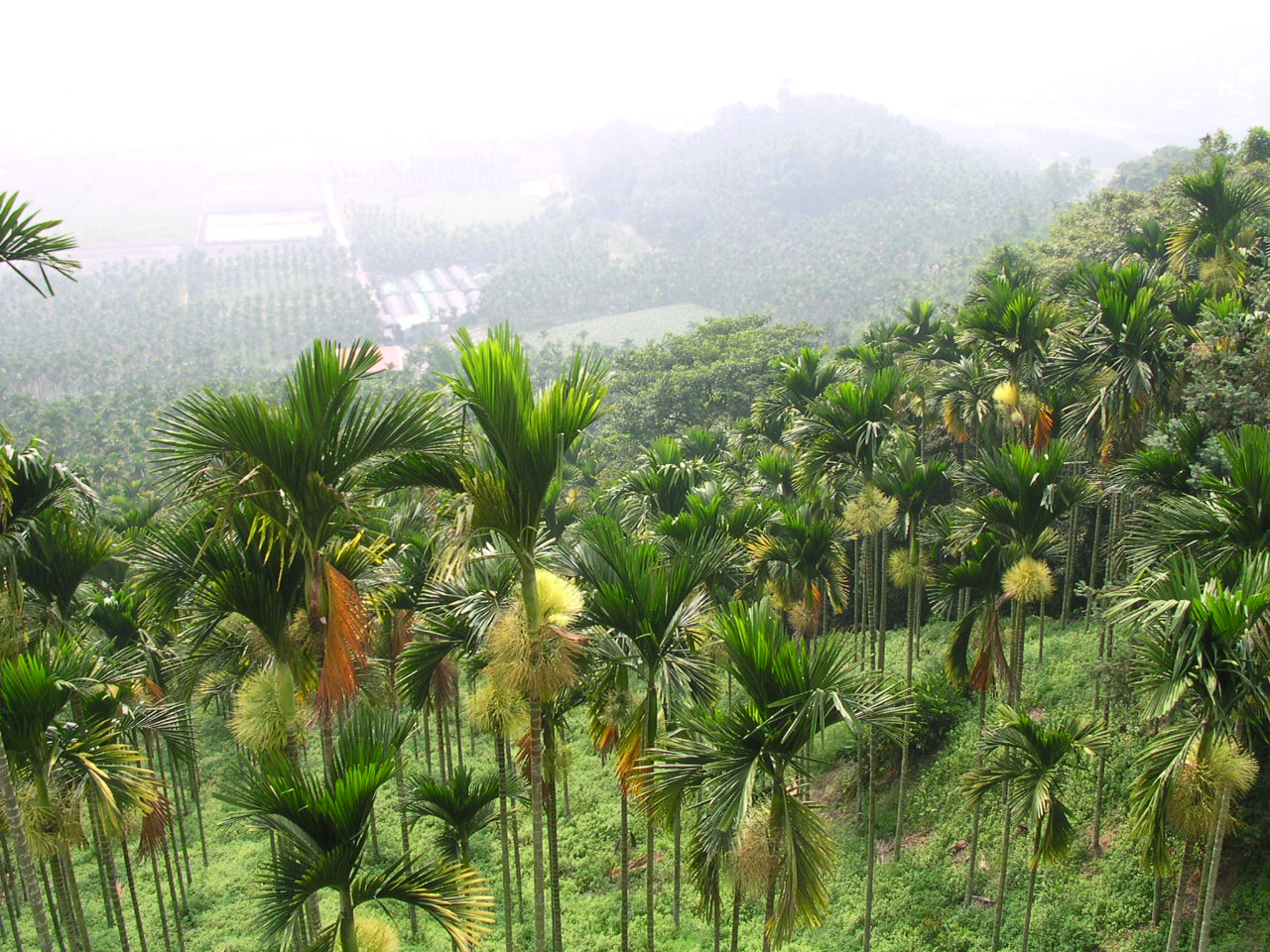
Plantación de palmeras de areca en Taiwán.

- Es utilizada en casos de diarreas, dolores abdominales y alteraciones digestivas
- Para atenuar los vómitos en el embarazo
- Como componente de diferentes dentífricos
- En la India se usa por su acción sobre el sistema nervioso vegetativo y en el tratamiento de la enfermedad de Alzheimer.
- Antihelmíntico para la expulsión de parásitos intestinales, tenia o solitaria
- Junto con la hoja de betel se utiliza para combatir la halitosis en la medicina ayurvédica

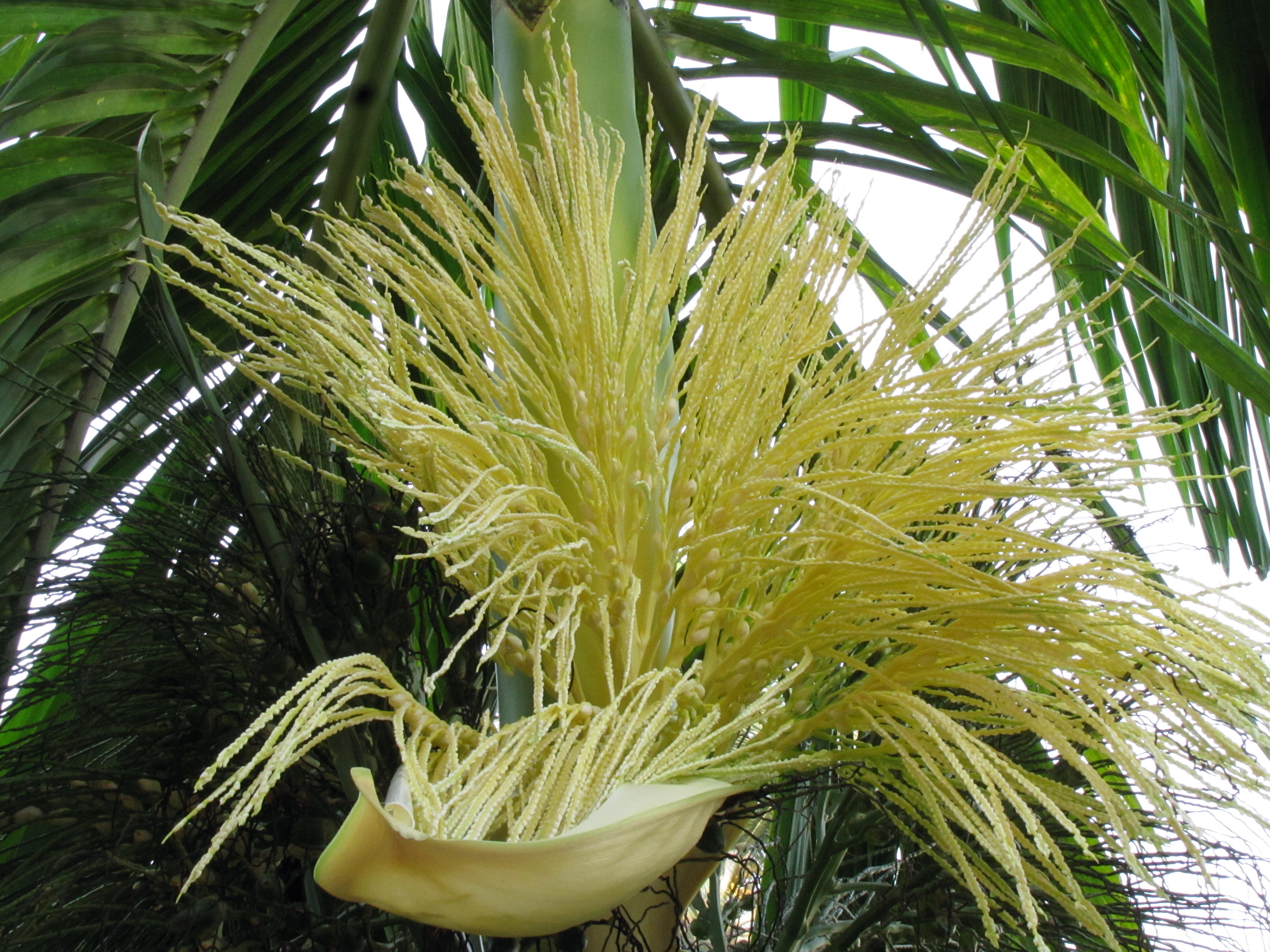
Inflorescencia.

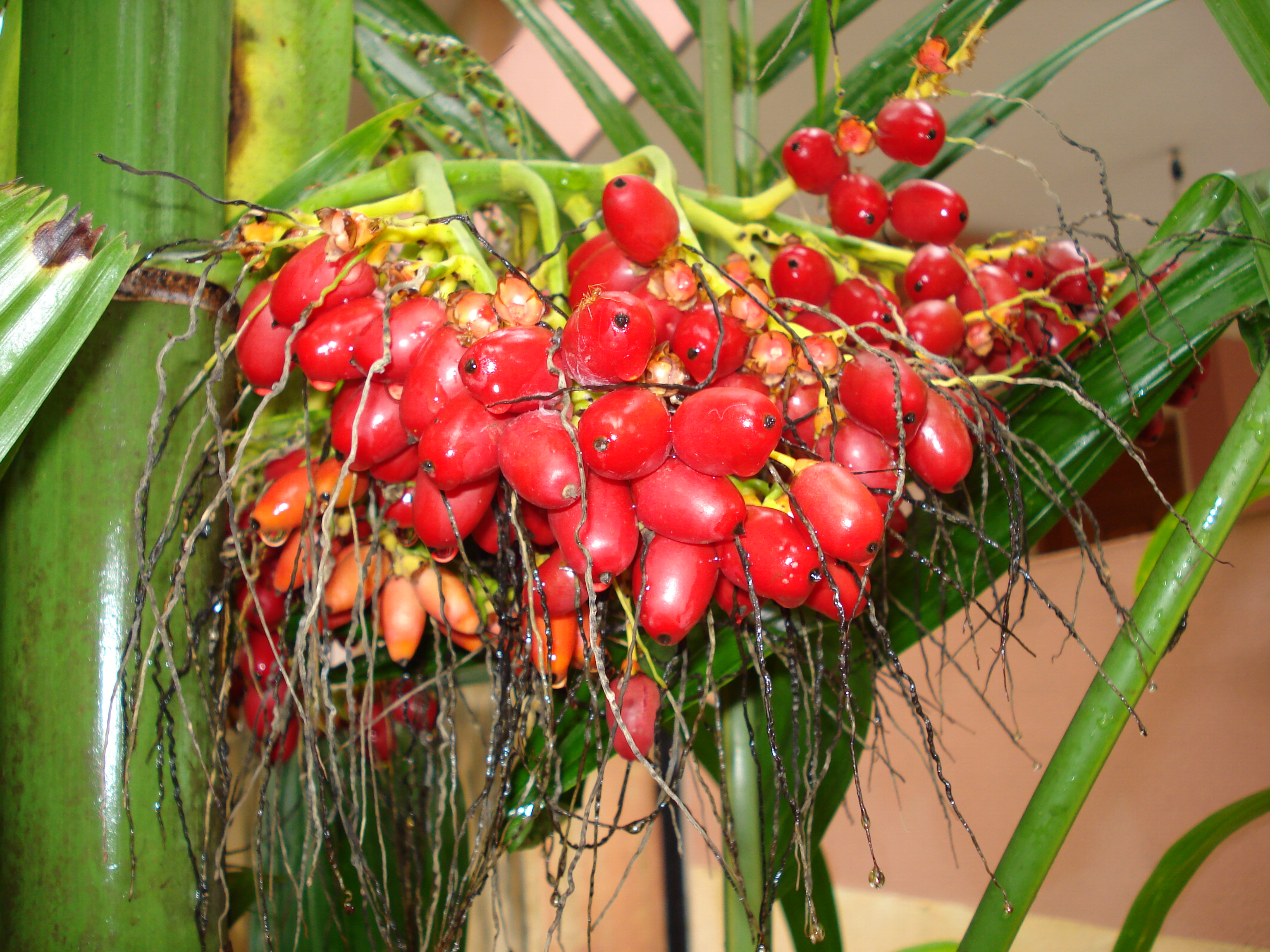
Infrutescencia.

### Principios activos
Contiene glúcidos (50-60 %), lípidos (15 %), flavan-3-oles y taninos condensados. Además 0,2-0,5 % de alcaloides: arecolina, arecaidina, guvacina (= ácido tetrahidronicotínico. El fruto verde entero es rico en sustancias fenólicas: taninos condensados (9 %), taninos hidrolizables (7 %), flavanos (8,4 %) y fenoles simples (5,6 %).

### Indicaciones
Es parasimpaticomimético, antihelmíntico. Vermífugo, astringente, estomacal. Contrae la pupila (miosis) y aumenta las secreciones y el peristaltismo intestinal. Dolor abdominal, diarrea y alteraciones digestivas, ya que estimula las secreciones de la mucosa digestiva, sobre todo saliva. Se recomienda en los vómitos del embarazo. Se ha argüido por algunos un efecto terapéutico en la enfermedad de Alzheimer. Especialmente eficaz en casos de tenia o solitaria, ya era indicada para la expulsión de los parásitos intestinales en la medicina clásica china y ayurvédica. El uso popular en la India se debe a la notable acción sobre el sistema nervioso vegetativo, hay gran costumbre de masticarla y se ha observado el desarrollo de cáncer y leucoplasias orales debido a su uso continuado como masticatorio.
Dosis de más de 10 g puede provocar incluso la muerte por parálisis cardíaca y respiratoria, en estos casos se usa la atropina como antídoto.
La semilla se puede consumir fresca o después de hervirla, y también desecada. A veces se usa el fruto fresco entero (Taiwán).
Otros usos: según las regiones se añade a la preparación tabaco, caucho o, en el caso de la India, a especias (por ejemplo para la confección del pan masala).

### Efectos en la salud
La Agencia Internacional para la Investigación del Cáncer (I.A.R.C., por sus siglas en inglés) ha clasificado el consumo de esta semilla como carcinógeno grupo 1, es decir agente cuyo potencial carcinogénico para el hombre se ha demostrado o existen evidencias suficientes.

## Taxonomía
Areca catechu fue descrita por Carlos Linneo y publicado en Species Plantarum, vol. 2, p. 1189, 1753.
Etimología
Areca: nombre genérico que deriva de un nombre vernáculo usado en Malabar, India.
catechu: epíteto derivado de cashoo, deformación del vocablo cochinchino cay cau
Sinonimia
- Areca cathechu Burm.f.
- Areca faufel Gaertn.
- Areca himalayana Griff. ex H.Wendl.
- Areca hortensis Lour.
- Areca nigra Giseke ex H.Wendl.
- Sublimia areca Comm. ex Mart.[6]

## Cuidados
Una planta de 2 metros de altura transpirará por sus hojas en 24 horas una media de 1 litro de agua, por lo que podemos deducir que es exigente en cuanto al agua de riego. Siempre ha de mantenerse el cepellón húmedo, aunque sin excesos. Este alto índice de transpiración, unido a la capacidad de eliminar las toxinas del aire (CO2 entre otras). Así es habitual que las puntas de las hojas adquieran tonos marrones, pero esto no implica un decaimiento de la areca, simplemente es señal de que no tiene la suficiente humedad ambiental. Para evitar las puntas marrones hay que pulverizar las hojas con regularidad.
Para mantener la areca con la suficiente humedad en tierra es recomendable cultivarla en una hidrojardinera, o en tiesto con el orificio de drenaje en el lateral a unos centímetros de la base para albergar una capa de piedras o rocas volcánicas. 

### Exposición a la Luz
Requiere exposiciones luminosas sin sol directo. De no poseer suficiente luz, la planta tiende a debilitarse.

### Trasplante
En primavera, con sumo cuidado de no dañar las raíces.

### Temperatura ideal
18-25 °C

### Temperatura mínima
7-11 °C

## Denominación popular
- Castellano: Areca, Arequiero, Avellanas índicas, Bonga, Nuez de areca, Nuez de betel, Palma catecú.